# アップルバレー (ミネソタ州)
アップルバレー（英語: Apple Valley）は、アメリカ合衆国ミネソタ州のダコタ郡にある都市。人口は5万6374人（2020年）。ミネアポリスの南に位置し、ミネアポリス・セントポール都市圏に含まれる。2013年、雑誌「マネー」の「アメリカで一番住みやすい街」調査にて17位を記録した。2007年は28位、2010年は20位だった。

## 歴史
アップルバレーは1969年に設立し、以前は「レバノン」という地名だった。不動産ディベロッパーでありこの地域の初期の開発責任者だったオリン・トンプソンは、ミネアポリス・セントポール都市圏の中で将来有望な土地を探していた。ヘンリー・ブロバックスの会社はレバノンに潜在的な価値を見いだしており、シーダー通りにすでに4軒の家を建てていた。トンプソンはブロバックスとパートナー契約する事にした。彼の会社がカルフォルニアのアップルバレーにあった事から、この地域を「アップルバレー」と名付けた。ブロバックスは「郡道42号を東に向かってレバノンに入ってくると、カルフォルニアのアップルバレーを思い出させる」と語っている。

## 地理
アメリカ合衆国国勢調査局によると、アップルバレーの総面積は17.57 mi2(45.51 km2)で16.86 mi2(43.67 km2)が陸地で 0.71 mi2(km2)が水域である。市内には起伏があり、一番低い地点と高い地点では30メートル以上の高低差がある。市内のダウンタウンおよび居住区(開発が始まった頃の中心部)は浅い渓谷部となっており、多くの土地は開発途上である。

## 人口統計
アップルバレーはミネソタ第2下院選挙区に属し、2018年時点で共和党のJason Lewisが選出されており、ミネソタ議会においては上院がGreg Clausen(民主党系政党DFL、57区)、下院が Erin Maye Quade(民主党系政党DFL、57A区)とAnna Wills(共和党、57B区)となっている。
2010年の国勢調査
- 人口: 49,084人
  - 18,875世帯
    - 18歳以下の子持ちの世帯: 35.2%
    - 結婚して一緒に住んでいる世帯: 56.7%
    - 夫がいない女性の世帯: 10.2%
    - 妻がいない男性の世帯: 4.0%
    - 家族がいない世帯: 29.1%
    - 家族すべてが独立している世帯: 23.6%
    - 65歳以上が一人で住んでいる世帯: 6.4%

  - 13,382家族
- 平均世帯構成: 2.58人
- 平均家族構成: 3.07人
- 年齢の中央値: 37.9歳
  - 18歳以下: 25.4%
  - 18～24歳: 8.3%
  - 25～44歳: 27.5%
  - 45～64歳: 30.2%
  - 65歳以上: 9.6%
  - 男女比率: 48.5% 対51.5%
- 人口密度: 2,911.3人/mi2(1,124人/km2)
- 1,162.51 mi2(448.8 km2)当たり19,600の家屋
- 人種構成
  - 白人: 83.8%
  - アフリカ系: 5.5%
  - ネイティブ・アメリカン: 0.4%
  - アジア系: 5.3%
  - 太平洋諸島系: 0.1%
  - ヒスパニック系およびラテン系: 4.9%
  - その他: 5.0%

2000年の国勢調査
- 人口: 45,527人
  - 16,344世帯
    - 18歳以下の子持ちの世帯: 42.5%
    - 結婚して一緒に住んでいる世帯: 63.7%
    - 旦那がいない女性の世帯: 9.0%
    - 家族がいない世帯: 24.1%
    - 家族すべてが独立している世帯: 19.3%
    - 65歳以上が一人で住んでいる世帯: 4.0%

  - 12,405家族
- 平均世帯構成: 2.77人
- 平均家族構成: 3.21人
  - 18歳以下: 29.7%
  - 18～24歳: 7.2%
  - 25～44歳: 33.1%
  - 45～64歳: 24.4%
  - 65歳以上: 5.5%
  - 女性100人に対し男性の比率: 95.6人
  - 18歳以上の女性100人に対し男性の比率: 92.4人
- 人口密度: 2,625.5人/mi2(1,013.8人/km2)
- 953.6 mi2(368.2 km2)当たり16,536 の家屋
- 人種構成
  - 白人: 91.81%
  - アフリカ系: 1.91%
  - ネイティブ・アメリカン: 0.29%
  - アジア系: 3.9%
  - 太平洋諸島系: 0.04%
  - ヒスパニック系およびラテン系: 2.0%
  - その他: 2.57%

ここ数年アップルバレーの人口はミネソタ州の中で最も急速に伸びているが、限られた建設可能地を消費してしまっている事から1990年代からその成長はゆっくりになっている。
- 世帯当たりの収入の中央値: 69,752ドル
- 家族当たりの収入の中央値: 79,335ドル

(2007年の調査での各76,789ドル及び$86,874ドルから上がっている)
- 男性の収入の中央値: 50,636ドル
- 女性の収入の中央値: 33.315ドル
- 一人当たりの収入: 29,477ドルで
- 1.1%の家族及び2.1%の人口が貧困層 (このうち2.0%が18歳以下で3.8%が65歳以上)

## 経済
「Apple Valley's 2016 Comprehensive Annual Financial Report」によると、従業員数が多い企業は以下の通りである。
| #  | Employer                             | # of Employees |
| -- | ------------------------------------ | -------------- |
| 1  | Independent School District 196      | 1,414          |
| 2  | ターゲット・コーポレーション         | 520            |
| 3  | Uponor                               | 400            |
| 4  | ダコタ郡                             | 384            |
| 5  | ウォルマート                         | 350            |
| 6  | Augustana Care                       | 265            |
| 7  | Menards                              | 250            |
| 8  | Wings Financial Federal Credit Union | 225            |
| 9  | ミネソタ動物園                       | 220            |
| 10 | Apple Valley Medical Clinic          | 200            |

## 芸術・文化と名所
年間行事
アップルバレーでは7月4日に「Apple Valley Freedom Days」が開催され、地元のマーチングバンドや自治体や企業が参加するパレードが開催され、夜には花火も催される。
2月には「Apple Valley Winter Carnival」が開催され、アイススケート・メダル探しゲーム・コンテスト・子供向けイベントなどが開催される。
ミネソタ動物園
アップルバレーにはミネソタ動物園があり、世界の各地域から数百の動物達が飼育されており、幾つかのトレイルコースから構成されている。
- 熱帯トレイル: 熱帯雨林などに住む動物
- ミネソタトレイル: ミネソタ州に生息するクロクマ、オオカミ、クズリ、ビーバーなど
- 北方トレイル: 寒冷地に生息する巨大動物(特にジャコウウシ、アジアに生息するノウマ、中国のターキン、東海岸の遠隔地に生息するグリズリー、アムールヒョウ、イノシシなど)

また水族館も併設されており、南アフリカのペンギンやニホンザルも飼育されている。

## 教育
アップルバレーには6つの小学校、3つの中学校、3つの高校がありIndependent School District 196によって運営されている。また2つの総合型高校があり、11年生および12年生向けに「School of Environmental Studies」というマグネットスクールが開校されている。
またIndependent School District 196では3つの小学生レベルのマグネットスクールを開校しており、
- Cedar Park Elementary: 科学、技術、工学および数学
- Diamond Path Elementary: 国際学
- Glacier Hills Elementary: 芸術と科学

に特化している。
また生徒によっては、ミネソタ州の入学に関する法律に基づきアップルバレー以外の公立学校に通う事も可能である。

## 交通
アップルバレーには州間高速道路35E、Cadar Ave.、郡道42号線の3つがメインの道路となっている。高速77号線は北からアップルバレーに入り込み郡道23号線とCadar Aveとなる。
また平日はMinnesota Valley Transit社が運営する通勤バスがミネアポリスのダウンタウンやセントポールへ多く運行されている。また最近Red Line社が「モール・オブ・アメリカ」までバスを運行するようになった。

## 著名人
- David Fischer: NHLモントリオール・カナディアンズのディフェンスマン[15]
- Karl Goehring: 元AHL・Syracuse Crunchのゴールキーパー[16]
- タイアス・ジョーンズ： NBAミネソタ・ティンバーウルブズのポイントガード。2015年のNCAAのチャンピオン(デューク大学Blue Devilsにて)[17]
- Trevor Laws： NFLロサンゼルス・ラムズのディフェンシブ・タックル[18]
- Rhys Lloyd： NFLカロライナ・パンサーズなどの元キッカー[19]
- Derek Rackley：　NFLシアトル・シーホークスのタイトエンドおよびロングスナッパー[20]
- Carolyn Jane Rodriguez：　ミネソタ州議員[21]
- ブレット・ロジャース： 総合格闘家
- Coleen Rowley： 元FBIエージェント。アメリカ同時多発テロ事件の内部告発者で雑誌タイムによる2002年の"Person of the Year"
- Nicholas Sadler： 女優。映画「セント・オブ・ウーマン/夢の香り」・「ディスクロージャー」・「モブスターズ/青春の群像」、TVシリーズ「コスビー・ショー」・「ER緊急救命室」 などに出演
- Dan Sexton: 元NHLアナハイム・ダックスのフォワード
- Maria Thayer： 女優。コメディドラマ「Strangers with Candy」・「ふたりは友達? ウィル&グレイス」や、映画「最後の恋のはじめ方」・「Accepted」などに出演
- Lindsey Vonn (née Kildow)： オリンピックのスキー選手
- Erik Westrum: NHLアリゾナ・コヨーテズ・ミネソタ・ワイルド・トロント・メープルリーフスの元センター